# Кляйн, Жаклин
Жаклин (Джеки) Кляйн (англ. Jacquelyn Joyce "Jackie" Klein, в замужестве — Фи (Fie); род. 1937) — американская гимнастка; затем — тренер, судья и спортивный чиновник.

## Биография
Родилась 11 июля 1937 года в Чикаго, штат Иллинойс.
В юные годы занималась конькобежным спортом и легкой атлетикой, позже выбрала спортивную гимнастику и выступала за клуб Lincoln Turners.
Была участницей летних Олимпийских играх 1956 года в Мельбурне. В 1959 году завоевала золотую медаль в соревнованиях на бревне чемпионата National Turner Championships, но вскоре оставила спорт из-за травмы спины.
В 1959 году Жаклин получила степень бакалавра наук в Северо-Западном университете, а затем продолжила карьеру в качестве учителя физической культуры (в Evanston Township High School; Evanston Parks and Recreation; Niles West High School) и тренера (во многих университетах и колледжах США), а также судьи и спортивного администратора.
С 1970-х годов являлась членом Международной федерации гимнастики и стала её Почетным вице-президентом после выхода на пенсию в 2004 году.
Работая в федерации гимнастики, в 1984—1992 годах занимала должность заместителя председателя женского технического комитета (Women’s Technical Committee), а в 1992 году стала первым американским руководителем этого комитета, проработав на этом посту по 2004 год.
В 1979 году Жаклин Кляйн была введена в Американский зал славы гимнастики (U.S. Gymnastics Hall of Fame), а в 2014 году — в Международный зал славы гимнастики. Находилась в списках Outstanding Young Women of America, Who’s Who of American Women и  Who’s Who in the Midwest.
Была замужем за Ларри Фи (Larry Fie), у них родилось двое сыновей — Джеффри и Кристофер. Проживает в городе Джефферсон, штат Айова.